# Mühlgraben (Gera)
Der Geraer Mühlgraben ist rechter Seitenarm der Weißen Elster, welcher ausschließlich innerhalb der Stadtgrenzen von Gera verläuft.

## Verlauf
Ursprünglich war der Mühlgraben ein natürlicher Seitenarm der Elster, der auch das Wasser vom Gessenbach mitsamt Zaufensgraben sowie vom Leumnitzer Bach und Bieblacher Bach aufnahm. Alternativ kann der ursprüngliche Mühlgraben auch als Unterlauf des Gessenbaches angesehen werden, in den ein Abzweig der Elster und die genannten Bäche mündeten.
Sein Verlauf änderte sich ebenso wie bei der Elster des Öfteren, insbesondere nach Hochwassern in dem dortigen relativ breiten und flachen Elstertal. Begradigung und Kanalisierung im Zuge der Besiedlung des Tales waren weitere Faktoren, die den Verlauf des Mühlgrabens beeinflussten.
Vor seiner Verrohrung Mitte der 1960er Jahre war der Mühlgraben als offenes Fließ 6350 m lang. Seinen Anfang nahm er wie heute oberhalb des großen Elsterwehres in Gera-Zwötzen, welches im 17. Jahrhundert errichtet wurde. Er durchfloss die Stadt von Süd nach Nord und durchquerte das Zentrum nur wenige Meter westlich am Goethegymnasium und Museum (ehemaliges Waisenhaus) vorbei. In Gera-Untermhaus mündete er mit zwei Armen um die Fasaneninsel wieder in die Elster. Die im 19. Jahrhundert errichtete Bahntrasse durch Gera kreuzt den Mühlgraben zweimal.
Da der Gessenbach nach starken Regenfällen häufig Sedimente aus dem Gessental heranschwemmte und die Wasserqualität des Mühlgrabens beeinflusste, wurde dieser über den Mühlgraben in einer Trogbrücke hinweggeleitet und mündete danach direkt in die Elster.
Mit dem Wiederaufbau und der Umgestaltung des zentralen Teils Geras ab Mitte der 1960er Jahre wurde der Mühlgraben zunehmend verrohrt und verschwand aus dem Stadtbild.
Mit dem Bau der Südoststraßentangente wurde der Mühlgraben direkt Richtung Westen in die Elster eingeleitet. In Zusammenhang mit der Bundesgartenschau 2007 in Gera gab es Bemühungen, den Mühlgraben zu renaturieren und wieder als offenes Gewässer in das Stadt- und Landschaftsbild einzubeziehen, aber das Flussbett ist auch heute weitestgehend ausgetrocknet.

## Geschichtliches
Der Mühlgraben war über Jahrhunderte Lebensader von Gera. Seit Urzeiten wurde er zu Wasserversorgung und Fischfang, aber auch als Bade- und Waschgelegenheit genutzt. Im Mittelalter war unweit des Badertores eine offizielle Badestelle ausgewiesen.
Die ersten Mühlen entstanden kurz nach der ersten Jahrtausendwende. Von den drei Amtsmühlen Angermühle, Klotzmühle und Hausmühle wurden die beiden letzteren 1360 urkundlich erwähnt. Die herrschaftliche Walkmühle wurde von Tuch- und Zeugmachern genutzt und erbrachte der Herrschaft 1738 einen Pachtzins von 360 Gulden. Goethe beschwert sich nach einer Übernachtung im Hotel „Grüner Baum“ am 18. August 1813 in seinem Tagebuch, dass ihn das Hämmern in der Walkmühle um den Schlaf gebracht hat.
Auch die Cubamühle entstand vor 1500.
Durch die 1766 erbaute Wasserkunst in der Nähe der heutigen Himmelsleiter wurde mit Hilfe der Wasserkraft Wasser auf den Geiersberg gepumpt, von wo es vermengt mit Quellwasser in die Stadt als Trinkwasser und Brauwasser für die zahlreichen Brauereien geleitet wurde.
Der Kupferschmied Hans Kleindienst wollte am Mühlgraben eine Hammermühle zur Metallbearbeitung errichten. Dies wurde ihm jedoch verwehrt, und er wurde 1575 verpflichtet, am anderen Elsterufer einen zweiten Mühlgraben zu errichten, um diese Mühle zu betreiben. Wahrscheinlich im Dreißigjährigen Krieg verschwand diese Mühle, aber die Straße „Am Kupferhammer“ weist noch heute auf deren frühere Existenz hin.
Alle genannten Wassermühlen am Mühlgraben hatten unterschlächtige Wasserräder.
Die durch Nikolaus de Smit und Balduin Konrad begründete Geraer Textilindustrie nutzte das Wasser des Mühlgrabens zum Färben, Waschen, Spülen und Walken ihrer Erzeugnisse. Auch Gerbereien siedelten sich am Mühlgraben an. So gab es 1609 31 Lohgerber. Straßennamen wie Färbergasse und Gerbergasse weisen auf die Ansiedlung dieser Gewerbe hin.
1679 wurde die Nutzung des Mühlgrabens durch landesherrschaftliche Verordnung, den sogenannten Mühlgrabenrezess, geregelt.
Carl Louis Hirsch baute ab Mitte des 19. Jahrhunderts seine Großfärberei am Mühlgraben auf. Noch in den 1950er-Jahren war der Mühlgraben an manchen Tagen deutlich in den verschiedensten Farben zu erleben.
Im 19. Jahrhundert wurde kurz vor der Mündung des Mühlgrabens eine Furnierschneidemühle errichtet, die jedoch 1911 abbrannte.
Auch durch die Justiz wurde der Mühlgraben genutzt. In der Nähe der Färbergasse, die bezeichnenderweise vormals „Hinter dem Korbe“ hieß, wurden Verurteilte nach Artikel 39 der Geraer Stadtstatuten von 1658 mit „Korbfallen“ bestraft.

## Die Geraer Wasserkunst

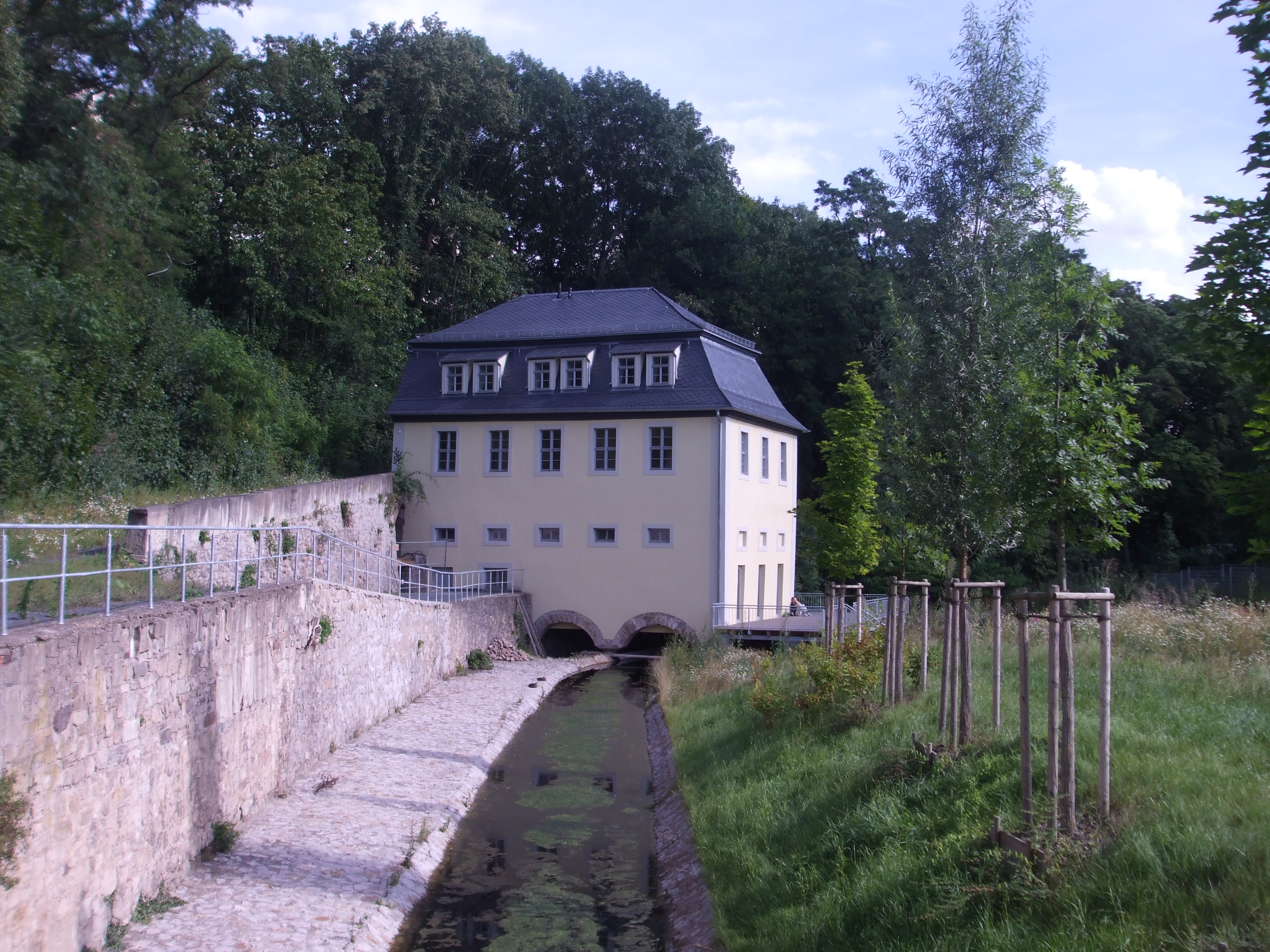
Wasserkunst Gera

Wo die Straße „An der Himmelsleiter“ auf den Geraer Mühlgraben trifft, befindet sich die alte Wasserkunst von Gera (Geschwister-Scholl-Str. 28).

### Historische Bedeutung
Durch die Geraer Wasserkunst in der Nähe der heutigen Himmelsleiter (öffentliche Treppenanlage) wurde mit Hilfe eines großen unterschlächtigen Wasserrades Wasser 60 Meter höher auf den Geraer Geiersberg in ein dortiges Reservoir gepumpt, von wo es vermengt mit Quellwasser in die Stadt als Trinkwasser und Brauwasser für die zahlreichen Brauereien geleitet wurde und auch öffentliche Brunnen speiste.

### Geschichte der Wasserkunst
Laut den Internet-Seiten der Stadt Gera (Chronik) bestand bereits um 1685 ein Wasserrad mit Pumpanlage, dass im Freien stand. 1766 wurde unter dem Grafen Heinrich XXX. das Gebäude der Wasserkunst in der heute erhaltenen Form errichtet und zusätzlich entstand hier eine Gastwirtschaft (historische Inschrifttafel am Gebäude).
Laut einem modernen Infoschild (Stand: Februar 2019) am Gebäude sind noch folgende historische Daten überliefert:
- 1708 errichtet als Wasserkunst
- 1867 Erneuerung des Pumpwerkes
- 1872 Einbau einer zusätzlichen Dampfmaschine
- 1890 verlor die Anlage durch Errichtung des Wasserwerkes in Gera-Zwötzen seine Bedeutung und wurde an die Firma Hirsch verkauft
- 1905 Errichtung von zwei Absetzbecken zur Vorklärung des Wassers, das anschließend in die Wasseraufbereitungsanlage gefördert wurde
- bis ca. 1912 Nutzung des Gebäudes als Gastwirtschaft („Alte Wasserkunst“)
- bis 1990 Teilnutzung des Gebäudes
- 1993 Notsicherung des Gebäudes

Im Jahre 2010 wurde das Gebäude der Wasserkunst nach über 15 Jahren Leerstand unter anderem durch Fördermittel des EU-Programms URBAN II restauriert. Leitender Architekt war der Weimarer Martin Kohl.

### Aktuelle Nutzung als Gaststätte und erhaltene Bausubstanz
Heute (2019) wird das restaurierte Gebäude als Gaststätte „Restaurant Wasserkunst“ genutzt. Ein ehemals neben diesem Gebäude stehendes Nebengebäude der Wasserkunst blieb nicht erhalten. Am Gebäude der Wasserkunst befindet sich am Obergeschoss ein barockes Türgewände mit darüber eingemauerter Wappen- und Inschrifttafel. Die Tafel zeigt eine Inschrift in lateinischer Sprache und die lateinische Jahreszahl 1766 sowie eine Wappenkartusche (Haus Reuß, Löwe mit Krone) und zwei Wilde Männer, von denen einer der Gott des Meeres und Wassers Neptun(oder: Poseidon) ist, da er mit Dreizack in der Hand dargestellt ist. Wappentafel und Inschrift beziehen sich auf die Errichtung des Gebäudes durch Graf Heinrich XXX. Reuß und die Einrichtung einer Gastwirtschaft im selben Jahr.
Die Gaststube befindet sich im Untergeschoss in der ehemaligen Pumpenstube (zuvor: Radstube des Wasserrades). Zusätzlich wurden im Untergeschoss Küche und Lager der Gaststätte untergebracht. Im Zwischengeschoss wurden Toiletten und Personalräume untergebracht. Die Räume im Obergeschoss wurden restauriert und werden für die Nutzung durch Vereine und Privatpersonen für Events und private Feiern bereitgestellt. Im Treppenhaus der Gaststätte befinden sich zwei Infotafeln zu Geschichte und Restauration des Gebäudes der Geraer Wasserkunst. Dort wird auch eine originale Zeichnung der Wasserkunst aus der Zeit um 1920 von dem Geraer Kunstmaler Hans Rudolph ausgestellt. Hans Rudolph (1905–1993) war um 1950 Zeichenlehrer in der Zwötzener Schule. Einige erhaltene Reste der technischen Anlage sollen bei der Restauration unzugängig gemacht worden sein. Das Wasserrad und die zusätzliche Dampfmaschine blieben nicht erhalten. Unter dem Gebäude fließt noch immer der Mühlgraben hindurch. Das Gebäude hat ein barockes Mansarddach mit Gaupen.
Vor dem Gebäude wurde im Gelände eines ehemaligen Absetzbeckens ein Biergarten angelegt.